# Letní olympijské hry 1896

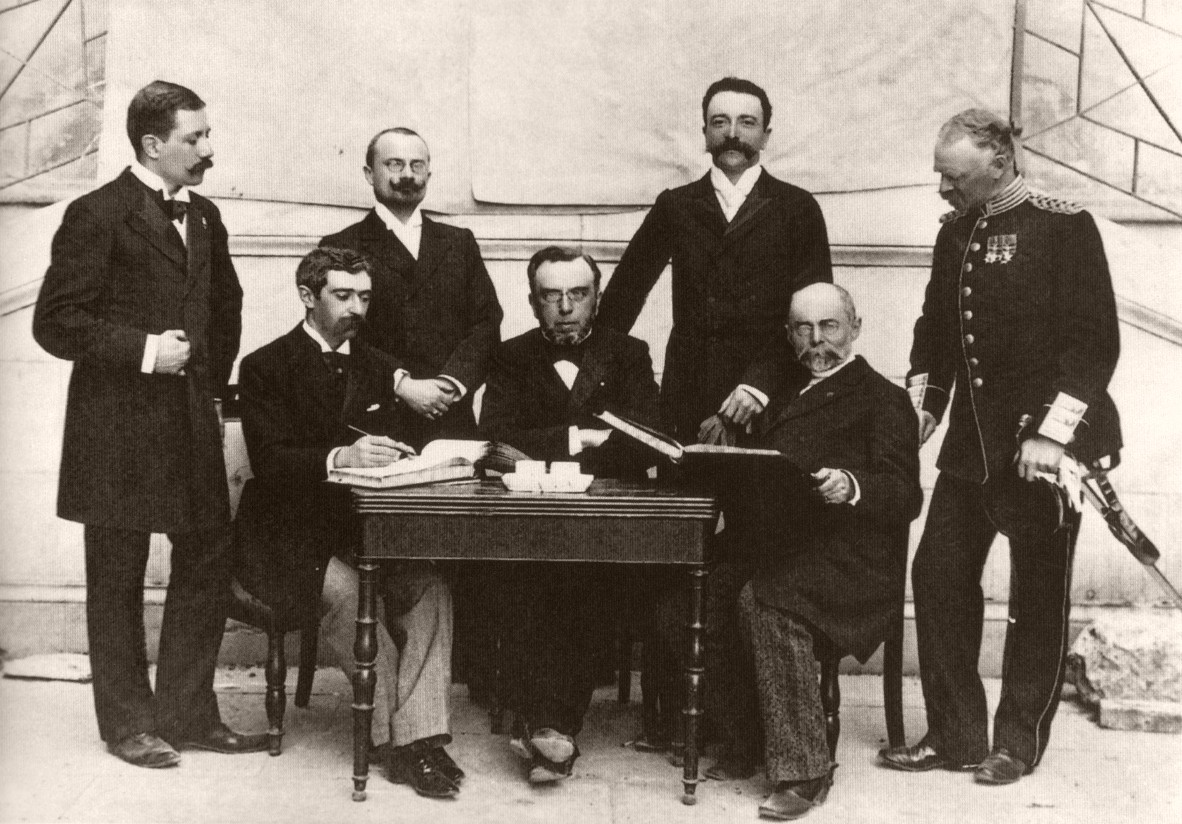
Mezinárodní olympijský výbor 1896 v Athénách. Stojící zleva: Gebhart (Německo), Jiří Stanislav Guth-Jarkovský (Čechy), Kemény (Uhersko), Balck (Švédsko); sedící: Coubertin (Francie), Vikelas (Řecko), Butovskij (Rusko)

Letní olympijské hry 1896, oficiálně známé jako Hry I Olympiady (řecky Αγῶνες τῆς Ι Ολυμπιάδος), byla sportovní soutěž, jež se konala v Athénách, v Řecku od 6. do 15. dubna 1896. Jednalo se o první mezinárodní olympijské hry konané v moderní éře. Vzhledem k tomu, že Starověké Řecko bylo kolébkou starořeckých olympijských her, bylo považováno za nejlepší volbu pro první ročník, aby se tato soutěž konala v Athénách. Proto byly Athény jednomyslně zvoleny jako hostitelské město během kongresu pořádaném Pierrem de Coubertinem, francouzským pedagogem a historikem, v Paříži, dne 23. června 1894. Mezinárodní olympijský výbor (MOV), vznikl také v průběhu tohoto kongresu.
Stadio Panathinaiko, objevený při archeologických pracích roku 1870 a kompletně zrekonstruovaný roku 1895, hostil ceremonie slavnostního zahájení a zakončení za účasti řeckého panovníka Jiřího I. Hvězdami her se stali Němec Carl Schuhmann, který v zápase a gymnastice získal celkem čtyři prvenství, zatímco Hermann Weingärtner získal největší počet medailí, tři zlaté, dvě stříbrné a jednu bronzovou. Jedním z nejdůležitějších momentů her bylo vítězství Spyridona Louise v maratónském běhu, závodě, který byl oslavou legendy o Fidippidovi.
Na prvních letních olympijských hrách se soutěžilo ve 43 soutěžních disciplínách devíti sportů. Letních olympijských her se účastnilo 245 sportovců ze 14 zemí. Čeští sportovci v Athénách nestartovali a her se zúčastnil jen dr. Jiří Stanislav Guth-Jarkovský, který byl už od roku 1894 členem Mezinárodního olympijského výboru. Vrátil se nadšen olympijskou myšlenkou a okamžitě zahájil přípravy na účast české delegace na příštích hrách.
Navzdory mnoha překážek a dílčích neúspěchů byly tyto hry považovány za velký úspěch. Hry měly do této doby největší mezinárodní účast ze všech ostatních sportovních akcí.

## Znovuzrození her
Během 18. století bylo několik malých sportovních akcí pojmenováno podle starověkých olympijských her. Baron Pierre de Coubertin čerpal konkrétní inspiraci z Wenlockých olympijských her, které se konaly v Much Wenlock v Shropshire, kde byly od roku 1850 každoročně pořádány hry v tradičních soutěžích, jako je například atletika, fotbal, kriket nebo kroužky, a také z her pořádaných v Řecku od obchodníka a filantropa Evangelise Zappase.
Rozhodnutí obnovit prastarou tradici a zorganizovat moderní olympijské hry v Řecku bylo oficiálně schváleno na prvním olympijském kongresu, organizovaném Pierrem de Coubertinem v amfiteátru Sorbonny v Paříži. Schůze měla silně mezinárodní charakter, díky přítomnosti mnoha významných osobností, kteří uposlechli výzvu Coubertina; na první den se zúčastnilo diskusí až dva tisíce lidí. Bylo tam 78 delegátů zastupující 49 sportovních klubů z třinácti hlavních světových mocností. Byli zde přítomní také belgický král Leopold II, princ z walesu Edward, princ Constantine a William Penny Brookes.
Po přijetí návrhu kongresem bylo nutné zvolit místo a datum pro první moderní olympijské hry. Coubertin navrhl, aby se hry odehrávaly v Paříži, současně se Světovou výstavou v roce 1900. Ale v obavě, že šest let čekání by mohlo zmenšit veřejný zájem se rozhodlo, že se tyto hry budou konat už v roce 1896. Ve stanovené lhůtě členové kongresu obrátili svou pozornost k výběru hostitelského města. Většina zpráv říká, že jeden z kongresmanů navrhl Londýn, ale Coubertin nesouhlasil. Po krátké diskusi s Demetriusem Vikelasem zastupujícím Řecko Coubertin navrhl Atény. Vikelas podal oficiální návrh dne 23. června a poté, co kongres jednomyslně odhlasoval toto rozhodnutí, se Řecko stalo domovem prvních moderních her. Poté byl Vikelas zvolen prvním prezidentem nově vytvořeného Mezinárodního olympijského výboru.

## Organizace

### Olympijská sportoviště

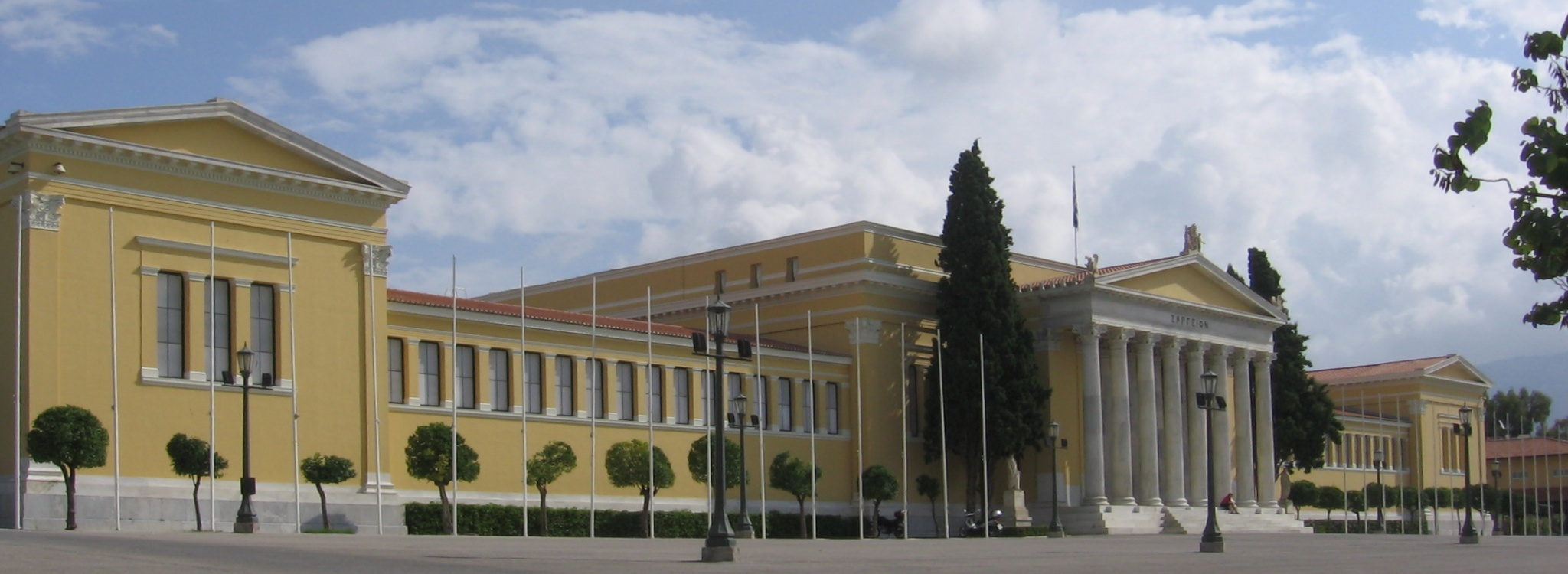
Zappeion, místo konání šermířských disciplín

#### Athény
- Panathinaiko – stadion byl původně postaven v roce 560 před naším letopočtem. Při archeologickém průzkumu v roce 1870 byly nalezeny jeho zbytky a v roce 1895 byl celý zrekonstruován. Během LOH 1896 hostil ceremonie slavnostního zahájení i zakončení, dále zde proběhly soutěže v lehké atletice, gymnastice, zápase a vzpírání.
- Athens Lawn Tennis Club (A.L.T.C.) – byl založen v roce 1895, u příležitosti pořádání LOH 1896, konal se zde tenisový turnaj. Klub je v blízkosti stadionu Panathinaiko naproti Zappeionu.
- Zappeion – je neoklasicistní budova dánského architekta Theophila von Hansena, postavená roku 1888. Během LOH 1896 zde probíhaly šermířské soutěže.

#### Ostatní místa
- Záliv Zea, Pireus – je druhý největší přístav v Pireu a během LOH 1896 se zde konaly soutěže v plavání.
- Vojenská střelnice, Kallithea – sportovní střelba.
- Velodrom Neo Phaliron, Falero – velodrom vzdálený 8 km od Athén, proběhly zde soutěže v dráhové cyklistice.

### Symboly

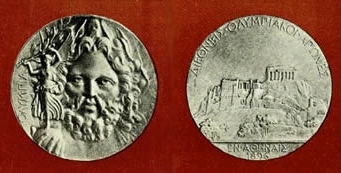
Stříbrná medaile určená pro vítěze

Na Letních olympijských hrách v roce 1896 byli oceněni pouze první dva sportovci v každé disciplíně. Vítěz každého závodu získal korunku z olivové ratolesti (pocházející z Altisu, v těsné blízkosti Olympie), stříbrnou minci vytvořenou Julesem-Clémentem Chaplainem a diplom namalovaný řeckým malířem Nikolaosem Gyzisem.
Na lícové straně medaile byl ztvárněn Zeus, který drží v ruce globus, s okřídlenou postavou Vittorie, zatímco v levé části mince je nápis "Ολυμπία" ("Olimpia"). Na rubu medaile je znázorněn pohled na Acropoli, vše obklopuje nápis "Θερινοί Ολυμπιακοί Αγώνες" ("Mezinárodní olympijské hry").
Druzí v cíli získali medaili vyhotovenou z mědi, kterou navrhl Nikiphoros Lytras a vavřínovou ratolest. Někteří olympijští šampioni dostávali navíc speciální ceny. Robert Garrett převzal z rukou korunního prince Constantina antickou vázu, Pantelis Karasevdas karabinu, Ioannis Frangoudis pistoli a Spyridon Luis stříbrný pohár.
Poprvé zde také zazněla oficiální olympijská hymna.

## Soutěže

### Program
|  | Zahajovací ceremoniál |  | Závody |  | Finále |  | Závěrečný ceremoniál |

| Data                 | 06/04 | 07/04 | 08/04 | 09/04 | 10/04 | 11/04 | 12/04 | 13/04 | 14/04 | 15/04 |
| -------------------- | ----- | ----- | ----- | ----- | ----- | ----- | ----- | ----- | ----- | ----- |
| Ceremoniál           | ●     |       |       |       |       |       |       |       |       | ●     |
| Atletika             | ●     | ●     |       | ●     | ●     |       |       |       |       |       |
| Cyklistika           |       |       | ●     |       |       | ●     | ●     | ●     |       |       |
| Sportovní gymnastika |       |       |       | ●     | ●     |       |       |       |       |       |
| Plavání              |       |       |       |       |       | ●     |       |       |       |       |
| Sportovní střelba    |       |       |       | ●     | ●     | ●     | ●     |       |       |       |
| Šerm                 |       | ●     |       | ●     |       |       |       |       |       |       |
| Tenis                |       |       |       |       |       | ●     |       |       |       |       |
| Vzpírání             |       | ●     |       |       |       |       |       |       |       |       |
| Zápas                |       |       |       |       |       | ●     |       |       |       |       |

#### Sportovní disciplíny
Největší počet sportů byl navržen k projednání během olympijského kongresu v roce 1894, který se konal v pařížské Sorbonně. Během athénské schůzky, která se konala v období mezi 12. listopadem a 24. listopadem, někteří funkcionáři organizačního výboru sestavili seznam disciplín, které by mohly splňovat podmínky na zařazení do programu Letních olympijských her v Athénách 1896. Do užšího seznamu byly navrženy následující sporty: lehká atletika, veslování, cyklistika, kriket, jezdectví, gymnastika, zápas, plavání, šerm, tenis a jachting.
Šerm byl jediným sportem olympijských her v Athénách, ve kterém se mohli prezentovat i profesionálové, konkrétně pro ně byla vyčleněna disciplína, fleret-mistři. Mezi zkoušky síly byly zařazeny vzpírání a řeckořímský zápas, zatímco box nebyl zařazen z důvodu malé vznešenosti v porovnání s prvně jmenovanými. Cyklistika byla zařazena bez větších problémů, jelikož se jednalo o jeden z velmi populárních sportů té doby, zatímco střelba byla prosazena až na popud samotného de Coubertina, vášnivého střelce. Sporty jako gymnastika, plavání a veslování neměly problém se začlenit do programu her, stejně jako honosnější sporty, kterými byly tenis a jachting.
I když bylo jezdectví jedním z nejpopulárnějších sportů 19. století, jeho zařazení do programu zhatila obtížná doprava koní na místo konání. Kolektivní sporty jako rugby a kopaná nebyly součástí oficiálního programu. Jedním z důvodu nezařazení těchto sportů byl malý počet amatérských klubů. Byl však zorganizován fotbalový turnaj, který probíhal paralelně s olympiádou, výsledky celého turnaje stejně jako jednotlivých zápasů nejsou známy. Zatímco turnaj v kriketu byl zrušen, pravděpodobně z důvodu nedostatečného počtu účastníků. Pierre de Coubertin chtěl zařadit do programu i krasobruslení, ale protože byl v Řecku tento sport téměř neznámý, chyběla sportoviště.
Závody ve veslování a jachtingu, původně zařazené do programu na 14. dubna, byly zrušeny pro nepřízeň počasí; brzké jarní dny přinesly nízké teploty, silný vítr a rozbouřené moře. LOH v Athénách 1896 nakonec představily 43 sportovních disciplín devíti sportovních odvětví.
| - Atletika - Běh na 100 metrů - Běh na 110 metrů překážek - Běh na 400 metrů - Běh na 800 metrů - Běh na 1500 metrů - Marathon - Trojskok - Skok daleký - Skok vysoký - Skok o tyči - Hod diskem - Vrh koulí | - Cyklistika - Závod na 100 km na dráze - Závod na 2000 metrů na dráze - Závod na 10 km na dráze - Časovka na dráze - Silniční závod - 12hodinový závod na dráze - Sportovní střelba - Vojenská karabina - Vojenský revolver - Libovolná pistole - Libovolný revolver - Libovolná puška | - Sportovní gymnastika - Bradla závod družstev - Hrazda závod družstev - Přeskok - Kůň našíř - Kruhy - Hrazda - Bradla - Šplh na laně - Šerm - Fleret - Fleret mistři - Šavle | - Plavání - 100 metrů volným způsobem - 100 metrů volným způsobem námořníků - 500 metrů volným způsobem - 1200 metrů volným způsobem - Tenis - Dvouhra - Čtyřhra - Vzpírání - Vzpírání obouruč - Vzpírání jednou rukou - Zápas - Řeckořímský zápas |

#### Zahajovací ceremoniál

Zahajovací ceremoniál

6. dubna (25. března podle juliánského kalendáře) byly oficiálně zahájeny první letní olympijské hry v řecké metropoli, Athénách. Datum nebylo vybráno náhodně, bylo velikonoční pondělí a navíc celé Řecko slavilo den nezávislosti.
Ulice a budovy v celých Athénách, byly vyzdobeny různobarevnými vlaječkami a květinami, to vše stylizované do tvaru písmen OA (iniciály "Ολυμπιακοί Αγώνες", "Olympijské hry") a data 776–1896 (22. července 776 před naším letopočtem byly zahájeny první antické olympijské hry). Ráno královská rodina a organizátoři her zamířili do kostela, aby si připomněli výročí osvobození od turecké invaze. Kolem poledního začaly na Panathinaiko proudit davy lidí, asistovala jim k tomu nově vytvořená Olympijská policie, která se vyznačovala nápadným oblečením. Černé kalhoty doplňovalo třešňové sako a bílá přilbice.
Na Panathinaiko se sešlo cca 80 000 lidí, včetně celé královské rodiny. Nejprve nastoupili všichni sportovci, kteří se rozdělili na ploše dle příslušnosti k jednotlivým národům. Po projevu prince Constantina, prezidenta organizačního výboru her, se přibližně v 15:30 ujal slova jeho otec, král Jiří I. Řecký, aby oficiálně zahájil Olympijské hry.
| „                           | Κηρύσω την έναρξη των πρώτων Ολυμπιακών Αγώνων της Αθήνας. Ζήτω το Έθνος, ζήτω οι Έλληνες (Prohlašuji první mezinárodní Olympijské hry v Athénách za zahájené. Dlouhý život národu, dlouhý život řeckému lidu.) | “ |
| — řecký král Jiří I. Řecký, | |   |

#### Závěrečný ceremoniál

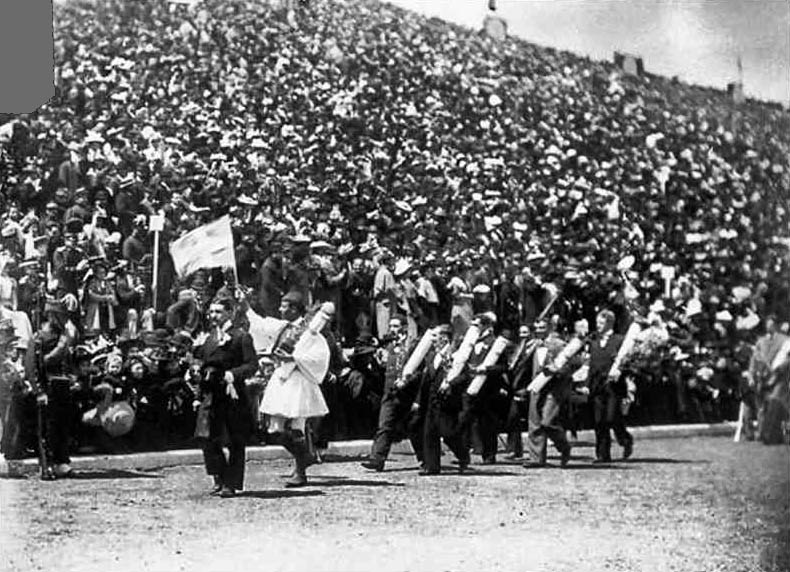
Průvod vítězů během slavnostního zakončení

12. dubna, uspořádal král Jiří I banket pro sportovce a organizátory her, během něhož poděkoval všem, kteří se zasloužili o znovuzrození Olympijských her a všem, kteří se podíleli na jejich pořádání. Ceremoniál slavnostního zakončení, původně plánovaný na 14. dubna, musel být pro déšť odložen na další den.
Závěrečný ceremoniál, kterého se účastnila královská rodina, začal ódou na svobodu, jenž je od roku 1865 řeckou hymnou. Poté George Stuart Robertson, britský tenista a držitel bronzové medaile ze čtyřhry právě končících her, přednesl oslavnou báseň ve starořečtině. Nechal se tak inspirovat Pindarem, který podobné ódy skládal na počest antických olympijských vítězů. Následovalo slavnostní dekorování vítězů a jejich čestný průvod, v jehož čele šel mladý básník Konstantinos Manos a národní hrdina, vítěz maratonu Spyridon Luis. Dále se představili všichni medailisté ze všech výprav. Nastala chvíle, kdy řecký král pronesl závěrečnou formuli, čímž oficiálně ukončil první letní olympijské hry.
| „                           | Prohlašuji první mezinárodní Olympijské hry v Athénách za ukončené. | “ |
| — řecký král Jiří I. Řecký, |                                                                     |   |

I když závody nebyly na nejvyšší technické úrovni, první olympijské hry sklidily obrovský úspěch. Proto také řecký král i někteří sportovci žádali, aby olympijské hry byly pokaždé organizovány v Athénách. Coubertin a MOV byli proti, jejich záměrem bylo pořádání her pokaždé v jiném městě Zároveň bylo rozhodnuto, že druhé olympijské hry bude hostit Paříž a třetí se odehrají na území Spojených států s tím, že místo pořádání bude dodatečně určeno. Řecko se nakonec rozhodlo pro uspořádání meziher v roce 1906, ale MOV je neuznal jako oficiální. Olympijské hry se na území Řecka vrátily až po 108 letech při XXVIII. letních olympijských hrách 2004.

### Vrcholy her

#### Atletika

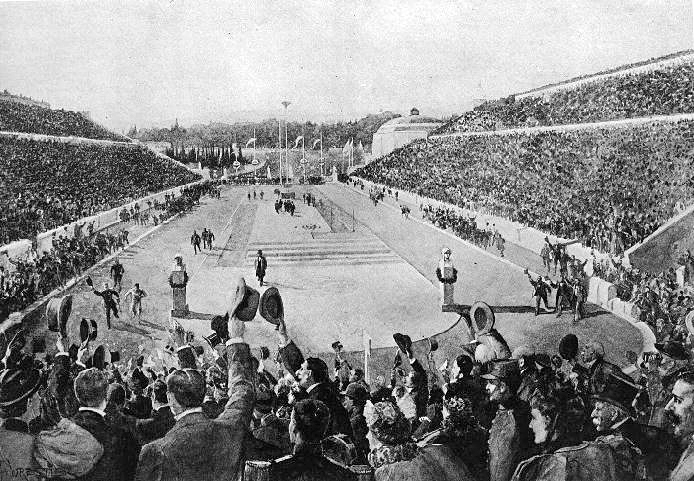
Spyridon Luis v cíli maratonského běhu

Lehkoatletické soutěže se těšily velkému zájmu v porovnání s ostatními sporty. Ve dvanácti disciplínách se prezentovalo šedesát tři sportovců deseti národností, atletika tak byla soutěží s nejpestřejším složením sportovců z různých zemí. V běžeckých disciplínách se soutěžilo podle pravidel Union des sociétés françaises de sports athlétiques, zatímco v technických disciplínách byly užity sportovní regule britské sportovní asociace Amateur Athletic Association. Při prvních hrách je logické, že výkony ve všech disciplínách byly ohodnoceny vizitkou olympijského rekordu, zatímco světové rekordy nebyly uznány, jednak proto, že účastnící se atleti nebyli nejvyšší mezinárodní úrovně a jednak pro technické parametry olympijského stadionu.
Vrcholnou disciplínou byl maraton, běh ze stejnojmenného města do řecké metropole. Trať navrhl a vytvořil Michel Bréal, nechal se inspirovat příběhem řeckého vojáka Feidipidéa, který běžel oznámit do Athén výsledek významné bitvy řecko-perských válek, která se odehrála poblíž města Marathón. Vítězem se stal domácí borec Spyridon Luis, který se tak stal národním hrdinou a jemuž v cíli aplaudovalo přes 100 000 diváků. Edwin Teddy Flack, jediný australský sportovec na Olympijských hrách, vybojoval dvě zlaté medaile v běhu na 800 m a v běhu na 1500 m. Třetí medaili, která měla bronzovou hodnotu, získal na tenisových dvorcích. Dalším dvojnásobným olympijským šampionem se stal Američan Tom Burke, zvítězil v běhu na 100 m a běhu na 400 m.
Ve skokanském sektoru se nejvíce dařilo Ellerymu Clarkovi, jenž získal zlatou medaili ve skoku vysokém a ve skoku dalekém. Clarkův největší konkurent ve skocích, Robert Garrett, získal dvě stříbrné, ale stal se nejúspěšnějším atletem, když do své sbírky přidal ještě zlaté medaile z hodu diskem a vrhu koulí. Trojskok se stal jednoznačnou záležitostí Jamese Connollyho, který zvítězil metrovým rozdílem před druhým v pořadí. William Welles Hoyt zvítězil ve skoku o tyči. Ve dvanácti disciplínách získali američtí atleti 17 medailí, devět zlatých, pět stříbrných a tři bronzové a stali se tak nejúspěšnější zemí v atletickém sektoru.

#### Cyklistika
Na olympijských hrách se závodilo podle platných pravidel International Cycling Association (Mezinárodní cyklistické asociace), předchůdce dnešní UCI. Cyklistické závody na dráze se konaly na velodromu Neo Phaliron, který byl za tímto účelem vybudován v osm kilometrů vzdáleném Faliro. Soutěžilo se zde v pěti disciplínách a nejúspěšnějším dráhařem se stal francouzský cyklista Paul Masson, jenž zvítězil v závodě na 2000 metrů, závodě na 10 kilometrů a časovce. Další francouzský cyklista Léon Flameng zvítězil v závodě na 100 kilometrů. I přes nepříjemný pád si dokázal uhájit dostatečný náskok před všemi soupeři. Dvanácti hodinový maraton se stal závodem dvou mužů, Rakušana Adolfa Schmala a Brita Franka Keepinga, ostatní cyklisté závod vzdali po třech hodinách. Zlatou medaili si nakonec odvezl Adolf Schmal díky náskoku jednoho kola, který si vytvořil v začátku závodu.

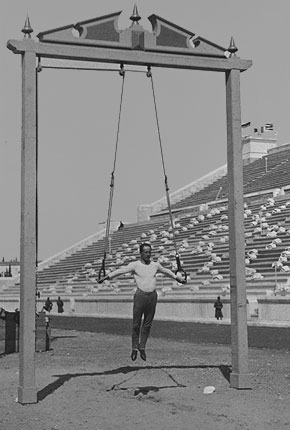
Hermann Weingärtner stříbrný na kruzích, foto: Albert Meyer

Silniční cyklistika se prezentovala na hrách závodem jednotlivců, který se odehrál na 87 km dlouhé trati Athény – Marathón – Athény, kopírující trať maratonského běhu. V závodě zvítězil domácí cyklista Aristidis Konstantinidis v čase 3:22:31. Profesionální bicykly nebyly doménou všech účastníků, vítěz závodu Konstantinidis dokončil závod na běžném kole jednoho z přihlížejících diváků. Došlo k tomu po jednom ze tří pádů, které ho postihly. V celkovém součtu byli nejúspěšnější francouzští cyklisté, kteří získali šest medailí, z toho čtyři zlaté.

#### Gymnastika

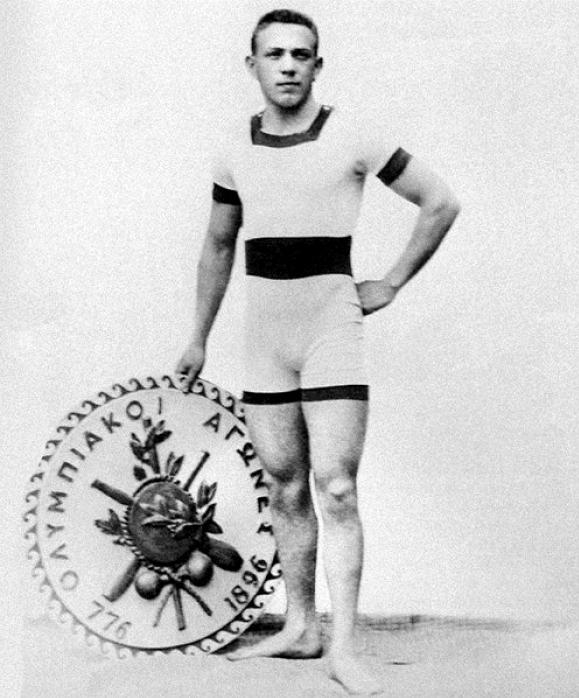
Alfréd Hajós

Gymnastické soutěže probíhaly na stadionu Panathinaiko. Účastnilo se jich 71 gymnastů (z toho 52 Řeků) z devíti států. Německo stejně jako Spojené státy v atletice ovládlo gymnastický sektor ziskem deseti medailí, pěti zlatých, třech stříbrných a dvou bronzových. Všichni němečtí reprezentanti byli zástupci dvou berlínských mužstev, Berliner Turnerschaft a Turngemeinde in Berlin. Závod družstev na hrazdě byl přehlídkou německé gymnastické školy, reprezentanti obou berlínských družstev byli jedinými aktéry této disciplíny na athénských olympijských hrách. Německé mužstvo zvítězilo i v závodě družstev na bradlech, tady museli porazit dvě domácí družstva, Panellinios GS Atene a Ethnikos Gymnastikos Syllogos. Další tři němečtí gymnasté zvítězili v individuálních disciplínách, Hermann Weingärtner si odnesl prvenství v závodě na hrazdě, Alfred Flatow v závodě na bradlech a Carl Schuhmann, který si odnesl zlatou medaili i ze zápasu, zvítězil v přeskoku. Kůň na šíř se stal doménou švýcarského gymnasty Louise Zuttera, zatímco ve dvou zbývajících disciplínách, kruzích a ve šplhu zvítězili domácí reprezentanti – Ioannis Mitropulos respektive Nikolaos Andriakopoulos.

#### Plavání
Všechny disciplíny v plaveckých soutěžích se odehrály v zátoce Zea v těsné blízkosti města Pireo. Organizátoři nenašli v rozpočtu dostatečný balík peněz, aby se mohl postavit plavecký stadión a tak se vše muselo uskutečnit na otevřeném moři. I přes nepřízeň počasí přihlíželo plaveckým závodům 20000 diváků. Moře toho dne bylo rozbouřené a studené (teplota vody byla pouhých 13 °C). Na olympijské hry vyslali své zástupce pouze domácí Řekové (15), Rakušané (2), Američané (1) a Maďaři (1). I přes početní převahu dokázali Řekové zvítězit pouze v jediné disciplíně, 100 metrů volným způsobem námořníků, a to protože do této disciplíny nenastoupil žádný cizinec.
Nejúspěšnějším plavcem se stal sedmnáctiletý Maďar Alfréd Hajós, který zvítězil na 100metrové trati a v nejdelším závodě na 1200 metrů. Alfréd Hajós nemohl nastoupit k závodu na 500 metrů, z jednoduchého důvodu, nebylo dostatek času k načerpání sil, závody v olympijském programu na sebe těsně navazovaly. Olympijským šampiónem posledně jmenované disciplíny se stal Rakušan Paul Neumann. Maďarsko tak díky výkonu Alfréda Hajóse získalo dvě zlaté medaile a vévodilo tak žebříčku národů v plaveckých disciplínách. Nejvíce medailí z plavání, sedm, ale pouze jednu zlatou, získali Řekové.

#### Střelba
Závody ve sportovní střelbě se uskutečnily na vojenské střelnici nedaleko od města Kallithea. Soutěžilo se v pěti disciplínách, ve třech se používala pistole a ve dvou puška. První disciplínou byla střelba z vojenské karabiny, tady s velkou převahou zvítězil domácí střelec Pantelis Karasevdas. Byl jediným, kdo dokázal zasáhnout všech 40 terčíků. Řekové dokonale ovládli první disciplínu, když obsadili prvních pět míst a v první desítce jich bylo sedm. Střelba z vojenského revolveru, jež byla druhou střeleckou disciplínou, se stala kořistí bratrské dvojice Johna a Sumnera Paineových, kteří se tak stali první sourozeneckou dvojicí, která získala na olympijských hrách medailové umístění. Sumner Paine přidal ke stříbrné medaili ještě zlatou z disciplíny nazvané libovolná pistole a stal se tak jedním z nejúspěšnějších střelců.
Libovolný revolver se uskutečnil za neúčasti bratrů Paineových, kteří nevlastnili revolvery odpovídajícího kalibru, zvítězil tak Ioannis Frangoudis. Poslední střeleckou disciplínou byla střelba z libovolné pušky. Závod byl pro špatnou viditelnost přerušen a pokračoval následující den, olympijským vítězem se stal Georgios Orphanidis. V pěti disciplínách získali řečtí střelci devět medailí, tři zlaté a po stejném počtu stříbrných a bronzových medailí.

#### Šerm

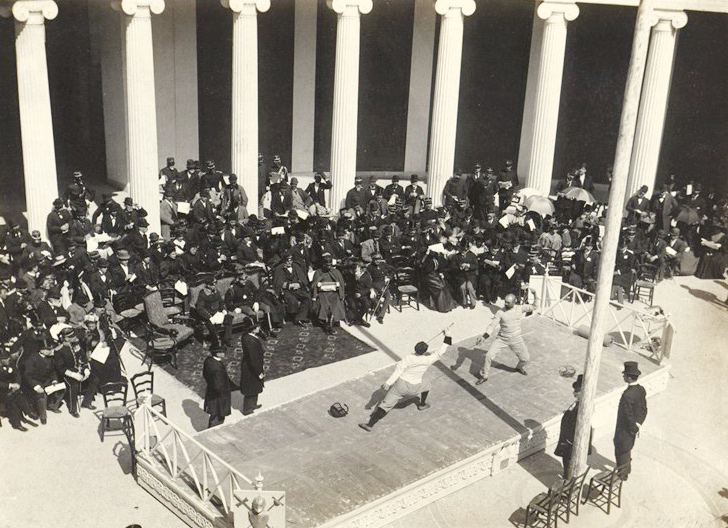
Finále turnaje ve fleretu mezi Gravelottem a Callotem, foto: Albert Meyer

Šermířské soutěže se uskutečnily v Zappeionu, postaveném podnikatelem a filantropem Evangelisem Zappasem za účelem organizování mezinárodních sportovních událostí. Na rozdíl od ostatních sportů, kterých se směli zúčastnit pouze amatérští sportovci, šerm měl disciplínu určenou pouze pro profesionály, fleret mistři.
Nejprve se mělo soutěžit ve čtyřech disciplínách, ale kord byl před zahájením turnaje z neznámých důvodů zrušen. Eugène-Henri Gravelotte zvítězil ve finále fleretu, když porazil Henriho Callota. Šavle se stala jasnou záležitostí Ioannise Georgiadise, který vyšel ze všech duelů jako vítěz a získal tak zlatou medaili. Zajímavostí turnaje šavlistů byla účast Rakušana Adolfa Schmala, který získal tři medaile v cyklistice a Holgera Nielsena, medailisty ze sportovní střelby. Turnaj profesionálů měl pouze dva účastníky, domácího Leonidase Pyrgose a Francouze Joanni Maurice Perroneta, v boji zvítězil řecký reprezentant 3:1. Domácí šermíři získali ve třech disciplínách celkem čtyři medaile, dvě zlaté a po jedné stříbrné a bronzové a porazili tak Francii, která získala tři medaile.

#### Tenis

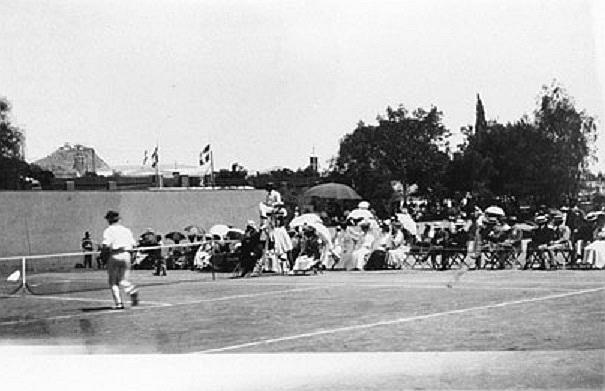
Tenisový turnaj v Athénách 1896

I když tenis byl jedním z nejpopulárnějších sportů té doby, olympijského turnaje se nezúčastnil nikdo z nejlepších světových hráčů. Turnaj se odehrál na travnatých tenisových dvorcích athénského tenisového klubu a částečně i na velodromu Neo Phaliron. John Pius Boland, vítěz dvouhry, přijel do Athén na pozvání svého přítele Konstantina Manose a pouze jako divák.[zdroj⁠?!] Manos, znajíce Bolanda jako výborného hráče tenisu, přihlásil svého kamaráda do turnaje v Athénách. Do prvního kola proti německému tenistovi Friedrichu Traunovi nastoupil v civilním oblečení a botách, jelikož nebyl připraven na aktivní účast na hrách.[zdroj⁠?!] Boland nakonec postoupil do finále, kde ho čekal domácí borec Dionysios Kasdaglis. Ani tady britský tenista nezaváhal a zvítězil v poměru 2:0 (6:2 a 6:2).

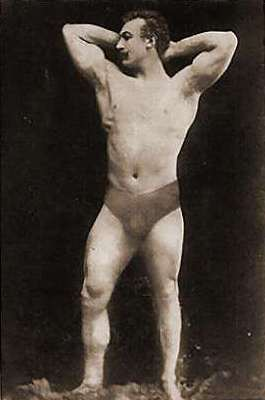
Launceston Elliot

John Pius Boland poté vyzval svého prvního soupeře na hrách, Němce Friedricha Trauna, aby mu dělal partnera ve čtyřhře. Ani zde nenašel Boland přemožitele a získal druhou zlatou medaili.

#### Vzpírání
Vzpěračské soutěže se uskutečnily na stadionu Panathinaiko hned druhý den olympijských her, 7. dubna. Pravidla pro vzpírání byla značně odlišná od těch dnešních. Největším rozdílem byly váhové kategorie, které v době konání athénských her neexistovaly. Vzpěračských disciplín se zúčastnilo sedm atletů, ale opravdovými hvězdami u diváků se stali pouze dva, skotský borec Launceston Elliot a dánský sportovec Viggo Jensen. V první disciplíně, kterou bylo vzpírání obouruč, oba jmenovaní borci dostali nad hlavu 111,5 kg, ale sbor rozhodčích, jehož členem byl i král Jiří I., stanovil vítězem Jensena pro vytříbenější styl.
Launceston Elliot si vše vynahradil ve druhé disciplíně – vzpírání jednou rukou, když zdvihl bez větších problému váhu 71 kg a získal tak první olympijskou zlatou medaili pro Spojené království. Viggo Jensen skončil na druhém místě výkonem 57 kg, stejný výkon dokázal i Alexandros Nikolopoulos. Ve vzájemném souboji o stříbrnou příčku dokázal Jensen zdvihnout stejnou váhu i druhou rukou, zatímco jeho soupeř nikoliv.

#### Zápas

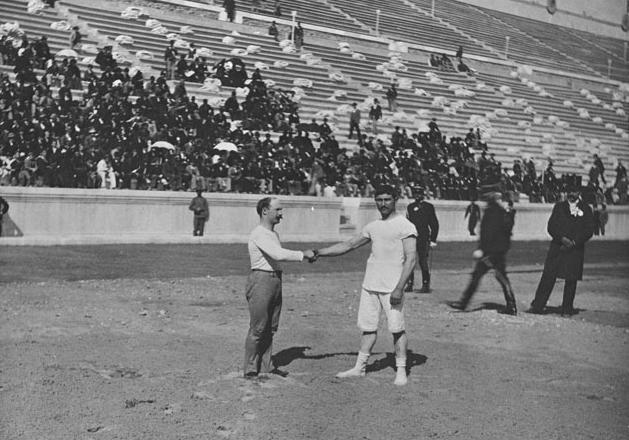
Carl Schuhmann a Georgios Tsitas si podávají ruce po finálovém zápase, foto: Albert Meyer

Řeckořímský zápas byl jedinou disciplínou pořádanou na olympijských hrách v Athénách v zápase. Zápasnické soutěže se uskutečnily na stadionu Panathinaiko 11. dubna. Stejně jako u vzpírání, také v zápase neexistovaly žádné váhové kategorie. Soutěžilo se dle pravidel, která se shodují s těmi dnešními, jen chyběl časový limit. Mezi pěti účastníky se nejlépe prosadil olympijský vítěz z gymnastiky Carl Schuhmann. Pouze oba řečtí zápasníci byli specialisté na řeckořímský zápas. Olympijské hry v Athénách nechaly klidnými všechny zápasníky, a tak se her nezúčastnili.
Olympijský vítěz ve vzpírání Launceston Elliot nastoupil v prvním kole právě proti pozdějšímu vítězi celého turnaje Carlu Schuhmannovi. Německý šampión se ve finále střetl s Řekem Georgiosem Tsitasem, který překonal svého krajana Stephanose Christopoulose. Finálový zápas byl po 40 minutách přerušen pro špatnou viditelnost a musel tak pokračovat následující den, kdy Schuhmann zvítězil za 15 minut.

## Výsledky

### Medailové umístění

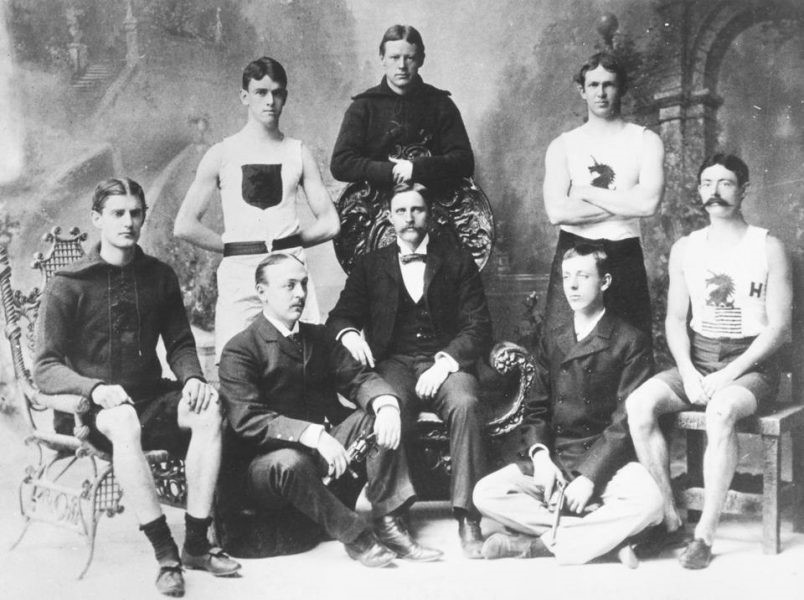
Někteří američtí medailisté z Athén 1896. Stojící: Thomas Burke, Thomas Curtis, Ellery Clark. Sedící: William Welles Hoyt, Sumner Paine, trenér John Graham, John Paine, Arthur Blake

Deset ze čtrnácti zúčastněných národů, pokud nebudeme brát v úvahu smíšená družstva, získalo na prvních Letních olympijských hrách alespoň jednu medaili. Sportovci Spojených států amerických získali jedenáct zlatých medailí, což jejich zemi vyneslo na první příčku v pořadí mezi národy. Domácí sportovci získali nejvíce medailí (46) a prvenství mezi národy jim uniklo rozdílem jedné zlaté. Bulharsko, Chile, Itálie a Švédsko vyslaly na Letní olympijské hry do Athén po jednom sportovci a musely se smířit s faktem, že nezískaly jedinou medaili.
V průběhu her byli medailí oceněni pouze první dva sportovci v každé disciplíně, bronzové medaile udělil Mezinárodní olympijský výbor až dodatečně. Další kuriozitou her v Athénách, stejně jako následujících v Paříži a Saint Louis, byla možnost startu smíšených družstev, složených ze sportovců různých zemí. Mezinárodní olympijský výbor vede výsledky těchto družstev pod názvem Smíšená družstva (Mixed teams) (IOC kód ZZX). Během athénských her byli takto zařazeni tenisté, kteří se účastnili tenisového turnaje ve čtyřhře.
(Pořadatelská země je označena tučně.)
| Letní olympijské hry 1896 | Letní olympijské hry 1896 | Letní olympijské hry 1896 | Letní olympijské hry 1896 | Letní olympijské hry 1896 | Olympijské kruhy |
| Poř.                      | Země                      | Zlato                     | Stříbro                   | Bronz                     | Celkem           |
| 1                         | USA                       | 11                        | 7                         | 2                         | 20               |
| 2                         | Řecko                     | 10                        | 17                        | 19                        | 46               |
| 3                         | Německo                   | 6                         | 5                         | 2                         | 13               |
| 4                         | Francie                   | 5                         | 4                         | 2                         | 11               |
| 5                         | Velká Británie            | 2                         | 3                         | 2                         | 7                |
| 6                         | Maďarsko                  | 2                         | 1                         | 3                         | 6                |
| 7                         | Rakousko                  | 2                         | 1                         | 2                         | 5                |
| 8                         | Austrálie                 | 2                         | 0                         | 0                         | 2                |
| 9                         | Dánsko                    | 1                         | 2                         | 3                         | 6                |
| 10                        | Švýcarsko                 | 1                         | 2                         | 0                         | 3                |
| 11                        | Smíšené družstvo          | 1                         | 1                         | 1                         | 3                |

### Protagonisté

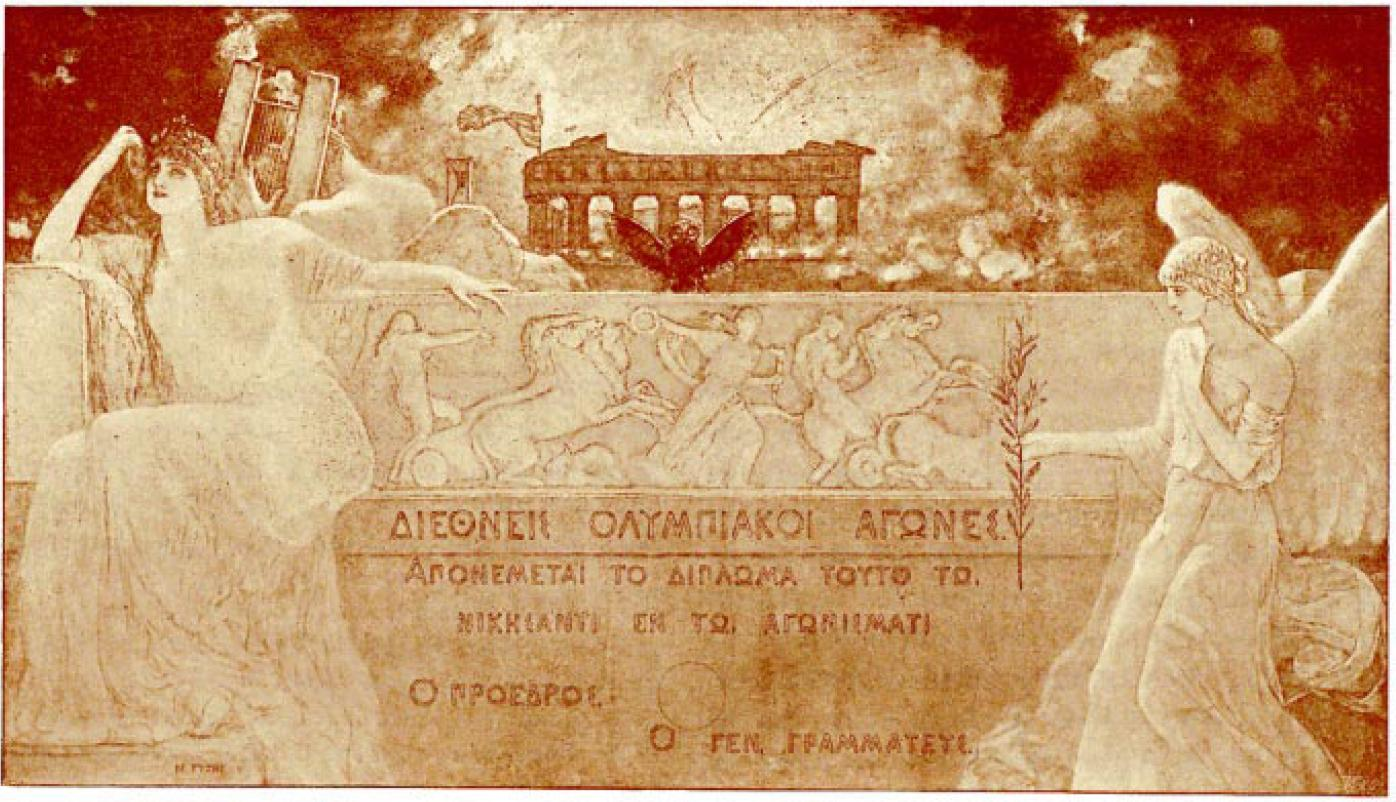
Diplom z Athén 1896, realizovaný Lytrasem

Lidstvo si muselo počkat celých 1503 let na to, aby se dozvědělo jméno dalšího olympijského vítěze. Tím prvním v novodobých olympijských hrách byl americký atlet James Connolly, který triumfoval v trojskoku. Thomas Curtis, vítěz běhu na 110 metrů překážek se proslavil díky historické fotografii, kde je zachycen v nízké startovní pozici. Až doposud bylo běžné, že závodníci startovali z polohy ve stoje.
Řecký gymnasta Dimitrios Lundras na sebe upoutal pozornost jako nejmladší držitel olympijské medaile, konkrétně bronzové ze soutěže družstev na bradlech. V době konání olympijského závodu mu bylo 10 let a 218 dní.
Na hrách v Athénách nemohly startovat ženy, přesto se v maratonském běhu představila, i když neoficiálně, Stamáta Revíthi, žena prostého původu, matka 17 měsíčního dítěte, známá také jako Melpomene. Nejvíce zlatých medailí získal německý sportovec Carl Schuhmann. Nejenže dominoval ve třech gymnastických závodech, ale získal zlatou medaili i v zápase. Tři zlaté, dvě stříbrné a jedna bronzová medaile, taková je bilance německého gymnasty Hermanna Weingärtnera, který se tak stal držitelem největšího počtu medailí na hrách v Athénách. Největší hvězdou cyklistických disciplín byl francouzský šampion Paul Masson, jenž zvítězil ve třech ze šesti závodů, které byly součástí olympijského programu. Maďarský plavec Alfréd Hajós získal dvě zlaté ze čtyř možných v plaveckých závodech. V lehkoatletických závodech dominovali američtí atleti, když zvítězili v devíti z dvanácti disciplín a celkově jen za lehkou atletiku obdrželi 17 medailí. I proto se dalo předpokládat, že nejúspěšnějšího atleta je třeba hledat v jejich řadách. Stal se jím se dvěma zlatými a dvěma stříbrnými Robert Garrett. Dalšími dvojnásobnými olympijskými šampiony se stali Tom Burke a Ellery Clark. Angličan John Pius Boland se stal absolutním tenisovým šampionem, když zvítězil ve dvouhře a poté i ve čtyřhře, kde nastoupil spolu s německým tenistou Friedrichem Traunem. Vzpírání mělo v Athénách dvě velké hvězdy, dánského borce Vigga Jensena a Brita Launcestona Elliota, oba získali po jedné zlaté a jedné stříbrné medaili.